# Telebasis celiovallei
Telebasis celiovallei – gatunek ważki z rodziny łątkowatych (Coenagrionidae).